# Черниговская женская гимназия
Черни́говская же́нская гимна́зия (укр. Чернігівська жіноча гімназія) основана в 1865 году как училище первого разряда. Учебное заведение находилось в отдельном доме. В первый год в училище обучались только 92 ученицы.
Среди преподавателей училища, гимназии, а затем школы № 2 были братья Коцюбинские, учёный Дядиченко, композитор Черняк, поэт Игнатенко и многие другие.

## История
В 1871 год году Черниговское женское училище получает статус гимназии. Гимназия вначале имела восемь основных и два подготовительных классов. Упор в обучении делался на гуманитарные предметы, в частности иностранные языки, музыку, танцы, пение, рукоделие, правила хорошего поведения.
В 1899 году женская гимназия переехала в новый двухэтажный дом, который был возведён по проекту Д. В. Савицкого на территории разрушенной Черниговской крепости. В 1915 году учениц в учебном заведении насчитывалось уже 840.
17 июня 1917 года Временное правительство приняло постановление о преобразовании 8-классных гимназий в 4-классные. Это был шаг к окончательной ликвидации гимназий, и Черниговской женской в частности. В 1919 году вместо Черниговской женской гимназии была создана Трудовая школа № 2.
В 1944 году, во время Второй мировой войны, здание школы было повреждено, однако занятия не прекращались ни на день. После войны здание было отреставрировано.
С 1983 года в здании, которое является памятником архитектуры XIX века, расположен Черниговский областной художественный музей имени Григория Галагана.

## Известные выпускницы
- Любовь Дельмас — оперная певица
- Софья Соколовская — художественный руководитель Московской киностудии имени М. Горького.

## Современность
В настоящее время в здании гимназии размещён Черниговский областной художественный музей имени Григория Галагана.